# Francesc Buscató
Francesc "Nino" Buscató Durlán (Pineda de Mar (Barcelona), 21 de abril de 1940) es un exjugador y entrenador de baloncesto español. Como jugador desarrolló una larga carrera entre 1955 y 1974 en cuatro clubes entre los que destacaron el F. C. Barcelona y, especialmente, el Joventut Badalona, en el que jugó durante 10 temporadas. Con 1,78 metros de estatura, fue considerado uno de los mejores bases de Europa de su época. A nivel de clubes conquistó dos Ligas y dos Copas de España.
En su currículum destacan sus participaciones en la Selección de baloncesto de España. Disputó un total de 222 partidos internacionales, lo que significó un récord entre 1973 y 1993. Participó en tres Juegos Olímpicos (Roma 1960, México 1968 y Múnich 1972) y en ocho ediciones del Eurobasket (Estambul 1959, Belgrado 1961, Breslavia 1963, Moscú 1965, Helsinki 1967, Nápoles 1969, Essen 1971 y Barcelona 1973). Fue el base titular de la Selección que conquistó la medalla de plata en el Eurobasket de Barcelona de 1973.
Tras su retirada como jugador en activo en 1974 inició una corta carrera como entrenador. Desde 1992, es el seleccionador de Cataluña, que disputa diversos partidos de carácter amistoso. También es comentarista técnico y colaborar en la Cadena Ser.

## Clubes como jugador
- 1955-1957. U.D.R. Pineda.
- 1957-1960. F. C. Barcelona.
- 1960-1964. Aismalíbar de Montcada.
- 1964-1974. Club Joventut Badalona.

## Palmarés como jugador
- 2 Ligas:

- 1 con el F. C. Barcelona: 1959.
- 1 con el Joventut Badalona: 1968.

- 2 Copas de España:

- 1 con el F. C. Barcelona: 1959.
- 1 con el Joventut Badalona: 1969.

- Medalla de plata en el Eurobasket de Barcelona 1973.

## Clubes como entrenador
- 1974-1975. Club Joventut Badalona.
- 1975-1980. F. C. Barcelona (Junior).
- 1980-1981. CB L'Hospitalet (Primera B).
- Desde 1992. Seleccionador de Cataluña.

## Consideraciones personales
- Constó dos veces en el cinco ideal de Europa y jugó siete veces con la selección europea.
- Premio Fair Play de la UNESCO en 1970.
- Medalla de Oro al Mérito Deportivo de España.
- Medalla de Oro al Mérito Deportivo de la Federación Española de Baloncesto.
- Medalla de Oro y Medalla de Plata al Mérito Deportivo de la Diputación de Barcelona.
- Creu de Sant Jordi en 2023.[1]
- Hall of Fame del Baloncesto Español (2022)